# Julemandens datter 3 - Den magiske tidsmaskine
Julemandens Datter 3 – Den Magiske Tidsmaskine er en dansk børnefilm fra 2022 instrueret af Christian Dyekjær efter manuskript af Lars Therkildsen. Dette er i øjeblikket (2023) den sidste i en serie på tre film, efter Julemandens datter fra 2018 og Julemandens datter 2: Jagten på Kong Vinters krystal fra 2020.

## Handling
Lucia er teenager, flirter med Valdemar fra klassen, skændes med sine forældre, og er en af de store på julemandsskolen. Alt er godt, indtil en konfus rektor aflyser julen på grund af et traume fra fortiden. I et eventyrligt cirkus, rejser Lucia sammen med drengen Elias tilbage i tiden, for at finde ud af hvad der sket med rektor og stoppe det, så han ikke aflyser julen.